# Antoine Alexandre Dejean
Pour les articles homonymes, voir Dejean.
 (avril 2019).
Si vous disposez d'ouvrages ou d'articles de référence ou si vous connaissez des sites web de qualité traitant du thème abordé ici, merci de compléter l'article en donnant les références utiles à sa vérifiabilité et en les liant à la section « Notes et références ».
Antoine Alexandre Dejean, né à Chalabre (Aude), le 25 novembre 1765, et mort à Brunoy le 6 novembre 1848 est un général français.

## États de service
Il entra au service comme lieutenant dans le 1er bataillon de son département le 11 novembre 1791. Il devint capitaine en 1792 et chef de bataillon le 27 mars 1793. En thermidor an IV, il obtint le commandement de la 13e demi-brigade devenue 80e. En l'an XII, cette demi-brigade fut incorporée dans le 34e régiment d'infanterie de ligne, et le premier consul fit Dejean colonel de ce régiment, après l'avoir créé membre, puis officier de la Légion d'honneur et électeur de l'Aude.
Le 27 vendémiaire an XIII(19 octobre 1804), le colonel Dejean fut promu au grade de général de brigade.
Il fit les campagnes de 1792, 1793, des ans II, III, IV et V, aux armées des Pyrénées-Orientales et d'Italie. Il se distingua à la prise de Figuières, au passage de la Bormida, aux batailles de Castiglione et de Roveredo, etc.
Le 10 août 1793, il prit aux Espagnols, à Corneilla-la-Rivière cinq pièces de canon et deux obusiers ; le 27 brumaire an II, il enleva douze redoutes qui couvraient le fort de Figuières, dans l'une desquelles le général en chef La Union fut tué, et il entra le premier dans le fort.
Son unité faisant partie de l'armée d'Orient, il suivit le général Bonaparte jusqu'à Malte où il resta avec la 80e demi-brigade.
Il servit dans les Grisons sous Macdonald, pendant les ans VIII et IX. Il effectua avec son régiment le premier passage des montagnes de Spuglen et de la Bérésina. À Inspruck, il culbuta plusieurs colonnes ennemies, défendant divers passages considérés comme inexpugnables. Nommé général de brigade il commanda à Marseille, puis le département des Bouches-du-Rhône, ses blessures ne lui permettant plus de service actif.
À l'arrivée des Bourbons, il se déclara leur partisan, et reçut la croix de Saint-Louis.
Au retour de l'île d'Elbe, il eut, le 30 avril, le commandement de la place de Lille et fut remplacé le 14 juillet.
Commandant d'armes à Perpignan le 14 septembre suivant, il fut rappelé à Lille comme lieutenant du roi, le 18 novembre 1818, reçut la croix de commandeur de la Légion d'honneur en 1821, et fut admis à la retraite en 1832. Il meurt à Brunoy le 6 novembre 1848.
Son nom est inscrit au côté Sud de l'Arc de triomphe de l'Étoile.